# Chiesa dei Santi Nereo e Achilleo (Milano)
La Basilica dei Santi Nereo e Achilleo è un luogo di culto cattolico di Milano, situato in viale Argonne 56, nella zona dell'Acquabella.

## Storia
La nuova chiesa venne progettata come una basilica, con una navata centrale e due laterali. Le dimensioni complessive del corpo dovevano essere di 65 metri in lunghezza, e di 28 metri in larghezza (di cui 18 per la navata centrale e 5 per ciascuna delle navate laterali).
I lavori di costruzione iniziati nel 1938, ad opera dell'architetto Giovanni Battista Maggi, procedettero a rilento per varie ragioni; la consacrazione dell'edificio avvenne il 6 dicembre 1940 - non perché la costruzione fosse completamente terminata, ma perché era scoppiata la Seconda Guerra Mondiale - ad opera del cardinale Schuster, che fu l'ispiratore della nuova chiesa.
Il 17 gennaio 1990 la chiesa parrocchiale è stata elevata a basilica minore da papa Giovanni Paolo II.
Sulla sinistra della Basilica il solenne battistero voluto dal cardinale Schuster nell'ottica di un recupero delle consuetudini della prima Chiesa ambrosiana. All'interno del Battistero si trova il ciclo di affreschi dipinti negli anni '40 da Piero Fornari dei quali si segnala il battesimo di Gesù, la risurrezione nel giorno di Pasqua e il battesimo di S. Agostino da parte di S. Ambrogio. Nella grande (64mt x 29mt) Basilica si segnale il ciborio, ricostruito nel 1966, a imitazione di quello della basilica madre di Roma; l'abside affrescata nel 1953 da Vanni Rossi raffigurante Cristo re in gloria fra angeli, evangelisti e apostoli; dello stesso autore sulla sinistra un trittico ad affresco dedicato alla Sacra Famiglia (con una statua lignea della Madonna di Peratoner - Ortisei) con alla sinistra S. Rita e alla destra S. Antonio di Padova; sul lato destro della navata un secondo trittico ad affresco con al centro la risurrezione di Gesù (davanti al quale vi è un antico Crocefisso) a sinistra San Giuseppe mentre lavora come falegname avendo alle spalle le ciminiere della Milano degli anni '50-'60 e sulla destra il papa S. Giovanni XIII che indisse nel 1963 il Concilio Vaticano II. La grande vetrata della facciata che riporta il ciclo dell'agnello di Dio: dal peccato originale alla Gerusalemme celeste. Le vetrate collocata immediatamente sotto sono dedicate al dono dello Spirito Santo con i suoi sette doni. In alto, all'altezza di 25 mt, 12 vetrate ad oblò del diametro 2,60 mt con le litanie della Madonna. Le vetrate più antiche son quelle gli anni '60 del secolo scorso con le immagini dei 7 Sacramenti (3 a sinistra e 4 a destra).
A partire dall'anno 2020, nella navata centrale sono state collocate 12 icone in stile bizantino, dipinte a tuorlo d'uovo con pigmenti naturali su foglia di legno di 5 m x 4 m e applicate alle pareti, opera dell'artista Iulian Rosu e commissionate dal Parroco don Gianluigi Panzeri: 6 sono dedicate ad illustrare la pagina del Vangelo che viene proclamata nelle sei domeniche dell'Avvento ambrosiano (navata lato sinistro guardando l'altare: la venuta del Figlio dell'uomo, i figli del Regno, le profezie avverate, la venuta del Messia, il Precursore Giovanni Battista, la domenica dell'incarnazione); 6 dedicate al Vangelo che viene letto nelle sei domeniche di Quaresima (lato destra: le tentazioni di Gesù, la domenica della Samaritana, la domenica di Abramo, la domenica del cieco nato; la risurrezione di Lazzaro e la cena di Betania). Nei sottoarchi tra le colonne, opera del medesimo artista laureato arte sacra a Bucarest, le figure dei Santi come sono ricordati nell'antico Canone della Messa del rito ambrosiano: a sinistra le donne sante, a destar gli uomini santi.
Adiacente alla Basilica, sulla sinistra si trova la Cappella della Madonna di Fatima, il capolavoro di Vanni Rossi, definita la Cappella Sistina Milanese del '900, perché affrescata sulla volta e su tutte le pareti. L'artista dipinse la cappella come ex voto al termine della Seconda Guerra Mondiale: se la Madonna a Fatima nel 1917 aveva detto ai 3 pastorelli (Lucia, Jacinta e Francisco) di recitare il Rosario per far terminare la guerra, qui la gente del quartiere veniva a pregare la Madonna di Fatima per far cessare la Seconda Guerra Mondiale perché si avevano figli o mariti al fronte. La Cappella è coperta da 15 grandi affreschi che ripercorrono i 15 misteri del Rosario (misteri gaudiosi a destra; misteri dolorosi a sinistra; misteri gloriosi nella volta). Si tratta de. In una scena sulla sinistra è raffigurato anche il fungo atomico di Hiroshima e Nagasaki, con immagini di disperazione e morte, sotto la finestra un accenno ai campi di concentramento e sulla sinistra Caino e Abele che litigano, sembra un commento in immagini alla poesia di Salvatore Quasimodo che negli stessi anni scrisse qui a Milano la lirica "Sei ancora quello della pietra e della fionda, uomo del mio tempo...".